# Onda atmosférica
Uma onda atmosférica é uma perturbação periódica nos campos de variáveis atmosféricas (como pressão de superfície ou altitude geopotencial, temperatura, ou velocidade do vento) a qual pode tanto se propagar (onda não-estacionárias) ou não (onda estacionária). Onda atmosféricas variam em escala espacial e temporal de ondas planetárias de larga escala (ondas de Rossby) a ondas de som de minutos. Ondas atmosféricas com períodos os quais são harmônicas de 1 dia solar (e.g. 24 horas, 12 horas, 8 horas, etc) são conhecidas como marés atmosféricas.